# 成都大学站
成都大学站位于中国四川省成都市龙泉驿区成洛大道，是成都地铁4号线的地下岛式车站，于2017年6月2日启用。因紧邻成都大学而得名。

## 车站构造

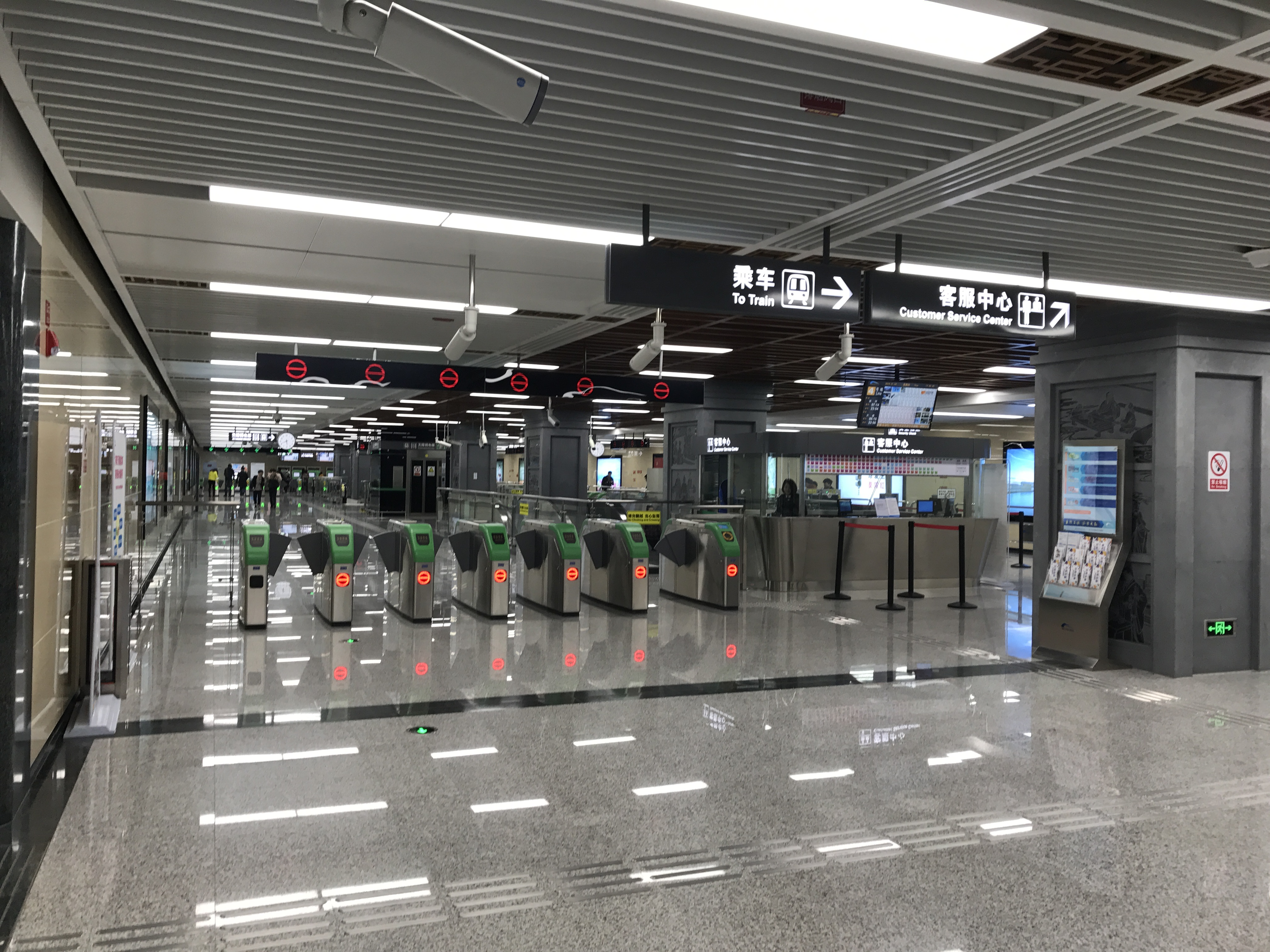
站厅层
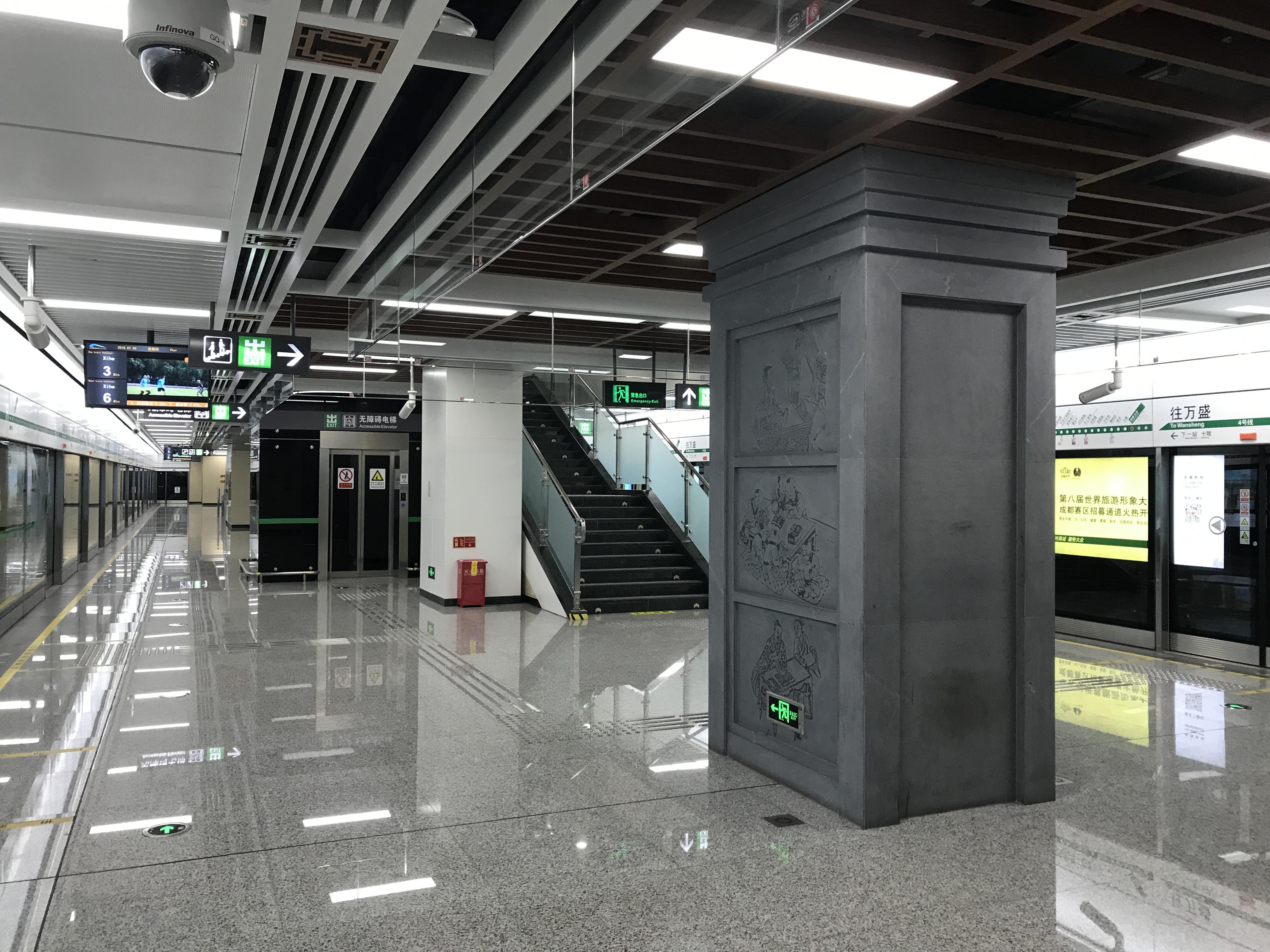
站台层

成都大学站是地下岛式站台。
| 地面      |                                  | 出入口                       |  |
| 地下 一层 | 站厅层                           | 安检、售票机、站内商店       |  |
| 地下 二层 |                                  | 4号线列车往万盛方向 （十陵） |  |
| 地下 二层 | 岛式月台，左边车门将会开启       |                              |  |
| 地下 二层 | 4号线列车往西河方向 （明蜀王陵） |                              |  |

- 站厅层
- 站台层

## 内装与公共艺术
成都大学站以科教文化为主题。

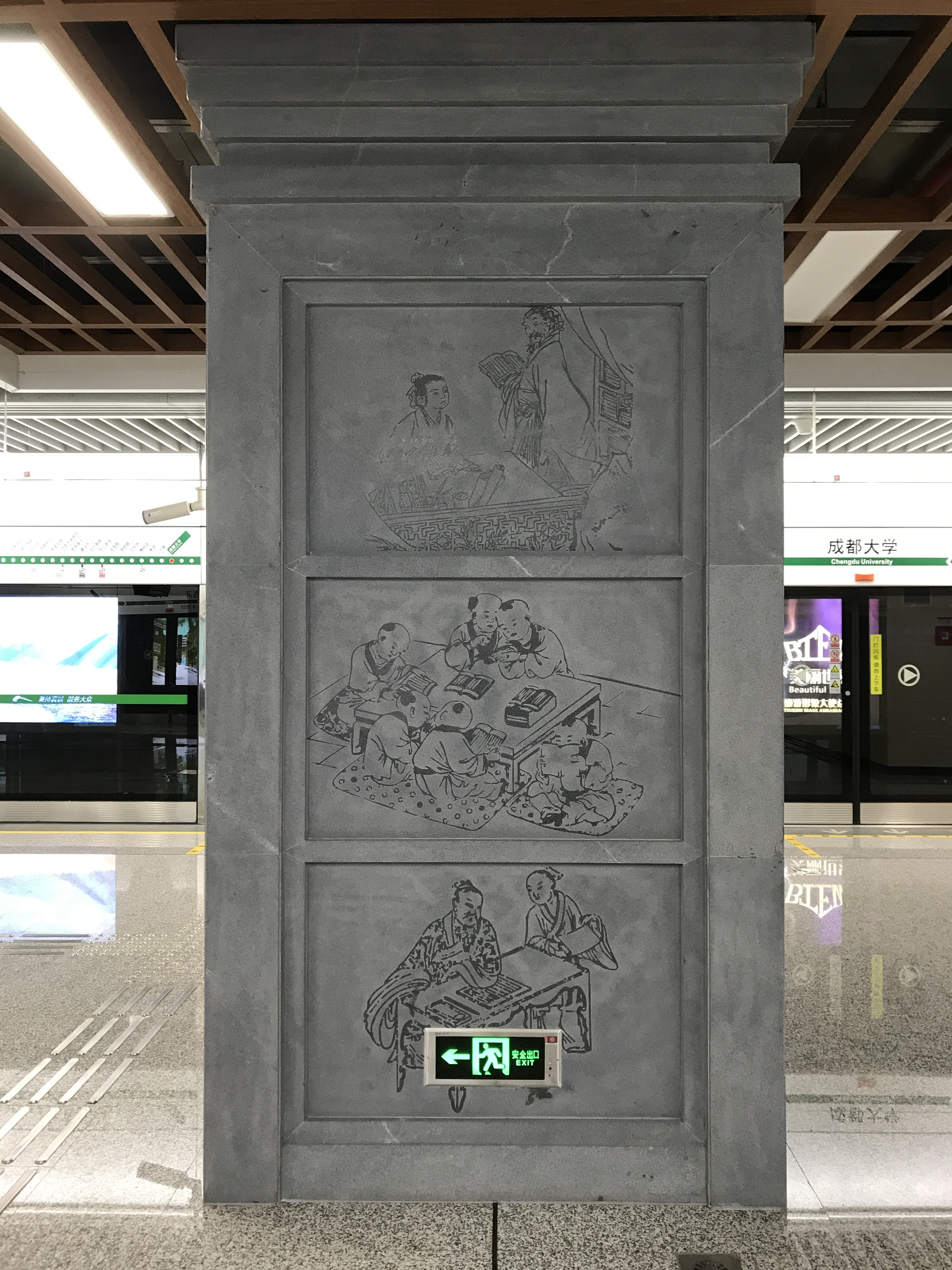
文化主题浮雕

紧邻成都大学，站内天花以木纹为基色调、借以书架为基础造型，柱面以石材浮雕为主题，整体展现了成都大学周边浓厚的人文气息。

## 出入口信息
本站目前开放4个出入口。
| 出口编号     | 设施                    | 地点     | 可到达目的地                   | 照片 |
| ------------ | ----------------------- | -------- | ------------------------------ | ---- |
|              |                         |          |                                |      |
|              |                         | 成洛大道 | 十陵青龙湖湿地公园             |      |
| 出口 · C     | 无障碍电梯 无障碍卫生间 | 成洛大道 | 成都大学                       |      |
| 出口 · D · 1 |                         | 成洛大道 | 龙泉驿区人民政府十陵街道办事处 |      |
| 出口 · D · 2 |                         | 成洛大道 |                                |      |

## 趣闻
本站正式命名前，成都大学几名在校学生为了引起关注，曾冒用“@成都地铁”“@成都发布”的名义转发一条内容为“决定了，就用‘成都大学站’做站名”的微博，目的为“希望通过这种恶搞的方式引起关注”，争取“成都大学站”成为本站的正式命名。两天时间此微博转发超千条，话题讨论2000余条，总阅读数超15万次，“请叫它成都大学站”话题进入新浪微博实时热搜排行榜。